# Eleccions a Corts d'Aragó de 1987
Les Eleccions a les Corts d'Aragó es van celebrar el 10 de juny de 1987. Van ser les segones eleccions democràtiques autónomicas des del restabliment de la democràcia. El vencedor va ser el PSOE d'Aragó qui va conformar un pacte amb la segona força més votada, el Partido Aragonés, el que va dur a aquest últim partit a alçar-se amb la presidència del govern i sent nomenat president, Hipólito Gomez de las Roces líder del PAR. Els altres partits que van obtenir representació parlamentària foren: Aliança Popular, Centro Democrático y Social i Esquerra Unida d'Aragó.

## Dades generals
- Cens electoral: 927.862 (sobre una població de).
- Taules:
- Abstenció: 281.133 (30,3%)
- Votants: 646.729 (69,7%)
  - Vàlids: 638.926 
    - Candidatures: 629.712
    - En blanc: 9.214

  - Nuls: 7.803

## Circumscripcions electorals
Les circumscripcions electorals corresponen a cadascuna de les tres províncies: 
- Osca - 18 parlamentaris.
- Terol - 16 parlamentaris.
- Saragossa - 33 parlamentaris.

## Candidatures
- Per la província d'Osca: 
  - Partit Socialista Obrer Espanyol d'Aragó (Aragó - PSOE)
  - Aliança Popular (AP)
  - Partido Aragonés (PAR)
  - Centro Democrático y Social (CDS)
  - Partit Humanista (PH)
  - Convergència Alternativa d'Aragó - Esquerra Unida (CAA-IU)
  - Unió Aragonesista - Chunta Aragonesista (UA-CHA)
  - Partit Demòcrata Popular (PDP)
  - Partit dels Treballadors d'Espanya - Unitat Comunista (PTE-UC)
  - Unitat Popular Republicana (UPR)
- Per la província de Terol: 
  - Aliança Popular (AP)
  - Partit Socialista Obrer Espanyol d'Aragó (PSOE)
  - Partit Aragonès (PARELL)
  - Unió Aragonesista - Chunta Aragonesista (UA-CHA)
  - Convergència Alternativa d'Aragó - Esquerra Unida d'Aragó (CAA-IU)
  - Partit Humanista (PH)
  - Centre Democràtic i Social (CDS)
  - Partit Demòcrata Popular (PDP)
  - Partit dels Treballadors d'Espanya - Unitat Comunista (PTE-UC)
- Per la província de Saragossa: 
  - Aliança Popular (AP)
  - Partit Socialista Obrer Espanyol d'Aragó (PSOE)
  - Partit Aragonès (PARELL)
  - Unió Aragonesista - Chunta Aragonesista (UA-CHA)
  - Convergència Alternativa d'Aragó - Esquerra Unida d'Aragó (CAA-IU)
  - Partit Humanista (PH)
  - Centre Democràtic i Social (CDS)
  - Partit Demòcrata Popular (PDP)
  - Partit dels Treballadors d'Espanya - Unitat Comunista (PTE-UC)
  - Unitat Popular Republicana (UPR)

## Resultats

### Grups amb representació parlamentària
- Partit Socialista Obrer Espanyol d'Aragó - 27 escons (227.877 vots).
- Partido Aragonés - 19 escons (179.732 vots).
- Aliança Popular - 13 escons (99.064 vots).
- Centro Democrático y Social - 6 escons (65.401 vots).
- Convergència Alternativa d'Aragó - Esquerra Unida - 2 escons (31.180 vots).

### Grups sense representació parlamentària
- Partit dels Treballadors d'Espanya - Unitat Comunista: 8.409 vots
- Partit Demòcrata Popular: 8.029 vots.
- Unió Aragonesista - Chunta Aragonesista: 6.157 vots.
- Partit Humanista: 2.430 vots.
- Unitat Popular Republicana: 1.433 vots.